# Nokia 6650
Nokia 6650 este un telefon mobil dezvoltat de Nokia. A fost primul telefon 3G al companiei, a apărut pentru prima dată în iunie 2002 și, în cele din urmă, a fost dezvăluit pe 26 septembrie 2002. A fost, de asemenea, primul dispozitiv care a suportat banda 3G W-CDMA 2100 MHz.

## Specificații tehnice
Versiunea de 1900 MHz cunoscută sub numele de 6651 a fost lansată pentru piața nord-americană la scurt timp după. Alături de Motorola A845 lansată în comun, perechea au fost primele telefoane UMTS 3G lansate în America, pe rețeaua AT&T Wireless UMTS de scurtă durată (rețeaua s-a închis ulterior, ca parte a fuziunii cu Cingular Wireless - care în cele din urmă și-a lansat propriul rețea 3G UMTS). Ca rezultat, Nokia 6651 a fost unul dintre cele două telefoane care au fost lansate vreodată în rețeaua AT&T Wireless 3G.
Aspectul său este foarte asemănător cu cel al Nokia 6100, dar cu un ecran mai mare și antenă externă (era ultimul telefon Nokia candybar cu unul extern). Nokia 6650 folosește platforma Nokia Series 40 și este echipat cu o cameră VGA și acceptă aplicații Java. Dispozitivul are 4096 de culori și dispune de bluetooth, infraroșu și un browser WAP.
Nokia 6650 a fost folosit de operatorii de rețele mobile din Marea Britanie pentru a-și testa rețelele în timpul lansării 3G. În ciuda acestui fapt, Nokia 6650 nu a fost niciodată lansat publicului larg în Marea Britanie.